# ران بارت
ران بارت (انگلیسی: Ron Barritt; ۱۵ آوریل ۱۹۱۹ – ژوئن ۲۰۰۴ (aged 85)) بازیکن فوتبال اهل بریتانیا بود.
از باشگاه‌هایی که در آن بازی کرده‌است می‌توان به باشگاه فوتبال یورک سیتی، باشگاه فوتبال دونکستر راورز، و باشگاه فوتبال لیدز یونایتد اشاره کرد.